# Edouard Myin
Edouard Myin (* 1863; † 1931) war ein belgischer Sportschütze.
Er nahm bei den Olympischen Sommerspielen 1900 in fünf Disziplinen teil. Im Armeegewehr über 300 m liegend belegte er mit 304 Punkten den 13. Platz. In der knienden Position wurde er mit 249 Punkten 29. und damit Vorletzter und im Stehenden erreichte er mit 265 Punkten den 21. Platz. Im Dreistellungskampf kam er daher mit insgesamt 818 Punkten den 23. Platz belegen. Im Mannschaftsbewerb im Armeegewehr 300 m Dreistellungskampf belegte er mit seinen Teamkollegen Paul van Asbroeck, Charles Paumier du Verger, Jules Bury und Joseph Baras mit 4166 den 6. und damit den letzten Platz, wobei Bury selbst 818 Punkte erzielte.